# دانیلا کرتش
دنیلا کرتش (به عبری: דניאלה קרטס) زاده ۱۱ مارچ ۱۹۸۹، هنرپیشه اسرائیلی است.

دنیلا بیشتر به خاطر نقش "سیگان" در فیلم جنگ جهانی زد، منتشر شده در سال ۲۰۱۳، شناخته شده است.